# Le Lauréat
Pour les articles homonymes, voir The Graduate.
Pour plus de détails, voir Fiche technique et Distribution.
Le Lauréat (The Graduate) est un film américain réalisé par Mike Nichols et sorti en 1967. Le scénario, écrit par Buck Henry et Calder Willingham, est adapté du roman de même titre de Charles Webb. Le film raconte l'histoire d'un étudiant de 21 ans, Benjamin Braddock (Dustin Hoffman), récemment diplômé de l'Université mais qui ne sait pas quoi faire de sa vie. Il est séduit (et en même temps victime de chantage) par une femme plus âgée que lui, Mme Robinson (Anne Bancroft), et tombe peu de temps après amoureux de sa fille Elaine (Katharine Ross). Il est considéré comme le premier film notable du Nouvel Hollywood.
Le film sort en 1967 aux États-Unis et en France. Il engrange 104,9 millions de dollars aux États-Unis et au Canada ce qui, après ajustement de l'inflation, équivaut à 770 millions de dollars et le place à la 22e place sur la liste des plus gros succès du box-office au Canada et aux États-Unis. Le succès de la chanson Mrs. Robinson de Simon and Garfunkel est également lié au film.
En 1996, le film est sélectionné par le National Film Registry pour être conservé à la Bibliothèque du Congrès des États-Unis pour son « importance culturelle, historique ou esthétique »

## Synopsis
Benjamin est un jeune homme qui a fini ses études sur la côte est. Il retourne chez ses parents à Pasadena en Californie, où il prévoit de passer quelques jours de vacances. Ses parents l'invitent à descendre de sa chambre pour se mêler à la fête donnée en son honneur, mais il préfère rester seul à l'écart de la soirée, jusqu'au moment où madame Robinson, amie de ses parents, s'approche et lui demande de la raccompagner chez elle. Benjamin accepte de la ramener dans sa nouvelle voiture, une Alfa Romeo Spider. Le jeune lauréat se rend vite compte que cette femme lui fait des avances… Arrivés chez elle, elle l'invite à boire un verre et l'emmène dans la chambre de sa fille Elaine, étudiante à Berkeley, et s'y déshabille. Benjamin veut résister à l'appel de cette femme quand, soudain, l'arrivée de monsieur Robinson met un terme à cette scène de séduction. Après une petite discussion, Mme Robinson lui dit à très bientôt et Benjamin s'en va. Bientôt, Benjamin et Mme Robinson entretiennent une liaison et se voient régulièrement à l'hôtel Taft. Benjamin est sous la coupe de sa maîtresse.
Les parents de Benjamin, soucieux de voir que leur fils ne fait rien de ses journées et sort la nuit, lui demandent d'inviter la fille des Robinson, Elaine, qui vient de revenir de Berkeley, à sortir. Malgré l'interdiction formelle que Mme Robinson lui a faite de voir sa fille, le jeune homme accepte un rendez-vous avec Elaine, ce qui détruit sa relation secrète avec Mme Robinson. Dès le premier soir, il tombe amoureux d'Elaine. Mais quand celle-ci apprend qu'il a eu une relation avec sa mère, elle part et refuse de le revoir. Il va la retrouver à Berkeley et lui propose le mariage. Elaine, qui s'est fiancée à un étudiant en médecine, hésite. Après quelques péripéties, où le père d'Elaine vient à Berkeley et s'emporte contre Benjamin, qu'il maudit, le mariage d'Elaine et de son fiancé se profile. Benjamin l'apprend au dernier moment, entre dans l'église et voit Elaine qui prête serment à son futur mari. Benjamin ému et en pleurs l'arrache de la cérémonie et ils partent tous les deux en courant et s'engouffrent dans un bus. Le film se termine sur un plan d'eux, assis sur la dernière banquette du bus, regardant chacun droit devant soi.

## Fiche technique
- Titre français : Le Lauréat
- Titre original : The Graduate
- Réalisation : Mike Nichols
- Scénario : Calder Willingham et Buck Henry, d'après le roman Le Lauréat de Charles Webb.
- Photographie : Robert Surtees
- Musique : Dave Grusin
- Chansons originales : Simon and Garfunkel
- Son :Jack Solomon
- Montage : Sam O'Steen
- Production : Lawrence Turman
- Sociétés de production : Mike Nichols/Lawrence Turman Productions
- Société de distribution :
  - USA : Embassy Pictures
  - France : United Artists
- Pays de production :  États-Unis
- Genre : comédie dramatique
- Format : couleurs
- Budget : 3 000 000 $
- Durée : 105 minutes
- Dates de sortie : 
  - États-Unis : 21 décembre 1967
  - France : 4 septembre 1968
- Affiche : René Ferracci (France)

## Distribution
- Anne Bancroft (VF : Rosy Varte) : Mme Ellie Robinson, mère d'Elaine
- Dustin Hoffman (VF : Patrick Dewaere) : Benjamin Braddock
- Katharine Ross (VF : Nicole André) : Elaine Robinson
- William Daniels (VF : Dominique Paturel) : M. Jack Braddock, père de Benjamin
- Murray Hamilton (VF : Serge Nadaud) : M. Martin Robinson, père d'Elaine
- Elizabeth Wilson (VF : Claude Gensac) : Mme Dawn Braddock, mère de Benjamin
- Brian Avery : Carl Smith, ami d'Elaine à l'université
- Walter Brooke (VF : Michel Gatineau) : Joe Maguire
- Norman Fell (VF : Henry Djanik) : M. McCleery, le logeur
- Marion Lorne (VF : Henriette Marion) : Mme DeWitte, l'organisatrice du bal
- Alice Ghostley : Linfa Singleman
- Buck Henry : le réceptionniste
- Eddra Gale : une femme dans le bus
- Richard Dreyfuss : le voisin (non crédité)
- Eve McVeagh : une invitée à la réception (non créditée)

## Production

### Tournage
La scène où Benjamin est surpris par Mme Robinson nue est connue notamment pour ses images furtives du ventre et des seins de cette dernière. Le film tire une partie de sa réputation de sa description explicite d'une relation sexuelle entre un jeune homme et une femme mûre. En fait, Dustin Hoffman, qui jouait le jeune homme censé avoir 20 ans, en avait déjà 30, et la femme mûre est interprétée par Anne Bancroft qui avait tout juste 36 ans à l'époque du tournage (alors que son personnage dit avoir le double de l'âge de son amant), tandis que Katharine Ross, qui joue sa fille Elaine, en avait 27.

### Distribution
Le film marque l'une des toutes premières apparitions de Richard Dreyfuss interprétant le rôle d'un voisin (toutefois non crédité)[réf. souhaitée]. Jeanne Moreau a refusé le rôle de Mme Robinson[réf. nécessaire]. C’est grâce au succès du Lauréat que Dustin Hoffman, devenu célèbre du jour au lendemain, voit une carrière spectaculaire s'ouvrir devant lui. Quant à Mike Nichols, réalisateur reconnu pour son talent à capter l’air du temps, et qui vient de tourner Qui a peur de Virginia Woolf ? (Who's Afraid of Virginia Woolf?, 1966), il remporte l'oscar du meilleur réalisateur.

### Bande originale
Mrs. Robinson, la chanson écrite par Paul Simon et interprétée par le duo Simon and Garfunkel, contribue largement à la notoriété de cette œuvre, et réciproquement.

## Box-office
Le succès considérable du Lauréat (plus de 40 millions de dollars de recettes en quelques semaines aux États-Unis) constitue une surprise au moment de sa sortie : personne ne croyait en effet à ce film qui réunissait des acteurs peu connus autour d’un scénario scabreux dont le héros séduisait à la fois une mère et sa fille, bien que le film Lolita réalisé par Stanley Kubrick en 1962 (d'après le roman éponyme de Vladimir Nabokov) et présentant un scénario similaire lui aussi scabreux et polémique eût déjà réussi le pari de plaire au public américain.
- États-Unis : 104 472 000 $, ce qui équivaut à plus de 85 millions d’entrées[3].
- France : 
  - 812 000 spectateurs 13 mois après la sortie[4]
  - 1 875 000 spectateurs au total[5]

## Distinctions
Ce film a reçu de nombreuses récompenses, notamment :
- Oscar du meilleur réalisateur en 1968 pour Mike Nichols
- Nomination à l'Oscar du meilleur film pour Lawrence Turman
- Nomination à l'Oscar du meilleur acteur pour Dustin Hoffman
- Nomination à l'Oscar de la meilleure actrice pour Anne Bancroft
- BAFTA du meilleur film
- Golden Globes du meilleur film musical ou de comédie 1968
- Golden Globes du meilleur réalisateur pour Mike Nichols
- Film inscrit au National Film Registry

L'American Film Institute établit le classement AFI's 100 Years...100 Movies des cent meilleurs films américains en 1998 et le classe 7e. Dans un classement revu et mis à jour en 2007, Le Lauréat est 17e.

## Commentaires

### Analyse
Le grand public se passionne immédiatement pour ce jeune héros anticonformiste et pour cette histoire reflétant parfaitement l’Amérique de la fin des années 1960 — une société traversée par le mouvement hippie —, à mi-chemin entre puritanisme et libération sexuelle.
Outre la relation entre un homme jeune et une femme plus âgée, l'histoire choque également parce qu'elle dépeint une relation purement sexuelle et sans grand sentiment, avec aussi une situation où les adultes ne cessent de vouloir dicter au jeune homme sa conduite : choix de sa future carrière, relation presque imposée avec Mme Robinson, puis interdiction de fréquenter sa fille. Le fil marque une certaine rupture entre les générations, avec une nouvelle génération prête à bafouer la morale de ses parents, et à tourner le dos à la réussite matérielle pour privilégier le désir charnel. C'est une vision critique de l'American way of life basé sur les bonnes convenances, la réussite et le confort et que reflète le point de vue des parents du héros dans ce film.
Le cadeau offert à Benjamin pour le récompenser de la brillante conclusion de ses études est une rutilante Alfa Roméo duetto décapotable, d'un beau rouge vif, qui tombera en panne d'essence au pire moment, alors que Benjamin se précipite vers l'église pour s'opposer au mariage (il termine en courant un véritable marathon), une scène mémorable qui a beaucoup fait pour la popularité de cette voiture aux États-Unis. D'ailleurs une version sera officiellement rebaptisée graduate.

### Affiche
Les jambes qui apparaissent sur l'affiche du film sont celles de Linda Gray, la « future » femme de J. R., Sue Ellen, dans le feuilleton télévisé Dallas.

### Anecdotes
Dans la scène dans laquelle Benjamin et Elaine se rendent dans une boîte, on aperçoit les affiches françaises de deux spectacles parisiens :
- Celle de la pièce de théâtre Le Retour d'Harold Pinter, lors de leur arrivée. La pièce fut créée en France au Théâtre de Paris en 1966 avec, notamment Claude Rich, Emmanuelle Riva et Jean Topart ;
- Celle de la comédie musicale Mouche, adaptation française par Paul Misraki de la comédie musicale Carnival! . C'est devant cette affiche qu'ils s'embrassent en sortant. Elle fut jouée en 1966 de Théâtre de la Porte Saint-Martin, avec; notamment Christiane Delaroche.

### Impact culturel
- La scène de l'église a été parodiée de nombreuses fois, notamment dans le film Wayne's World 2, l'animé japonais Kimagure Orange Road ou encore dans les séries télévisées Les Simpson ou Daria.
- La scène du début, où Dustin Hoffman arrive à l'aéroport de Los Angeles filmé de profil sur un tapis roulant, a été reprise par Quentin Tarantino dans Jackie Brown avec l'actrice Pam Grier.
- Quelques instants plus tard, quand il sort de l'aéroport, on entend une voix dans un haut-parleur disant que le stationnement est limité à trois minutes : cette scène est parodiée dans Y a-t-il un pilote dans l'avion ? où la phrase tourne en boucle pendant un long moment.
- L'histoire du film La rumeur court..., sorti en 2005, tourne autour de l'histoire du Lauréat.
- Dans la version française du film, c'est la future star française Patrick Dewaere qui prête sa voix à Dustin Hoffman.
- Dans (500) jours ensemble ((500) Days of Summer, 2009), il y a une référence à la scène du bus.
- Dans The Holiday, Miles entonne la chanson Mrs. Robinson de Simon and Garfunkel. Dustin Hoffman, qui fait un caméo dans le film, se plaint du fait que l'on n'est tranquille nulle part.
- Dans 50 nuances de Grey, Ana appelle la femme qui a depucelé Christian Grey quand il avait 15 ans « Mrs Robinson ».
- Le clip vidéo définitif de la chanson She Will Be Loved de Maroon 5 est fortement inspiré de la trame du film.